# Johanna Dorothea Lindenaer
Johanna Dorothea Lindenaer, även känd som Johanna Dorothea Zoutelande eller Madame de Zoutelandt, född cirka 1664, död cirka 1737, var en påstådd holländsk förrädare, översättare och memoarförfattare.
Den 23 mars 1703 greps Lindenaer under namnet änkan Van Domburg i Maastricht och sattes i fängelse anklagad för förräderi i samband med spanska tronföljdskriget (1702-1713). Hon lyckades fly natten mellan 13 och 14 september 1704. Hon dök sedan upp i Paris, där hon konverterade till katolicismen. Hon publicerade en översättning av Aanwijsing der heilsame politike gronden en maximen, sina memoarer Memoires (1710) och La Babylone demasquée (1727).